# Liebe 2002
 Liebe 2002 ist ein Dokumentarfilm des DEFA-Studios für Kurzfilme unter der Regie von Joachim Hellwig aus dem Jahr 1972.

## Handlung
Im gedachten Jahr 2002 tanzen mehrere futuristisch gekleidete Frauen in einem Raum. Es öffnet sich eine Tür und ein Computer wird in den Raum gefahren. Hier melden sich die Damen mittels ihrer Codekarten an. Der Rechner ermittelt nun aus einer Reihe von Männern den berechneten Partner aus.
Zurück im Jahr 1972 steht der Moderator Chris Wallasch an einer Gangway auf dem Flughafen Berlin-Schönefeld und befragt die Fluggäste nach ihren Vorstellungen zur Liebe in 30 Jahren. Es gibt aber keine konkreten Antworten. Ein Rückblick auf die Zeit um die Jahrhundertwende 1800/1900 zeigt Szenen aus Verdis Oper „La traviata“ an einem See: Liebesbekundungen des jungen Paares Alfred und Violetta. Alfred hält die Hand von Violetta und singt „Oh, lass‘ uns fliehen aus diesen Mauern, oh lass uns in schönre Auen uns ziehen …“. Jetzt folgt wieder eine Vorschau auf das Jahr 2002. Die Party der Paare beginnt. Fünf tanzende Männer in der Mitte der Tanzfläche, denen die sitzenden Frauen gelangweilt zuschauen. Nach einem Umschnitt auf fünf tanzende Frauen kommen die Männer hinzu und lehnen sich an die Frauen. Die Männer beugen sich hinunter und die Frauen setzen sich auf deren Rücken.
Ein erneuter Schnitt in das Jahr 1972: Der Moderator hält unter den Anwesenden einer Disco-Veranstaltung eine Umfrage zur Liebe. Der größte Teil findet die Liebe in der Jetztzeit völlig in Ordnung. Es gibt sogar welche, die lieben ihre Eltern oder Wellensittiche. Wiederum im Jahr 2002 werden per Computer die Gesichter des zu erwartenden Nachwuchses ausgesucht. Alles kann ausgesucht werden, auch die Form der Augen oder des Mundes. Nach der Eingabe bekommen die Frauen eine Rezeptur zur Schaffung der gewünschten Kinder zu trinken. So stellt man sich die Liebe in der Zukunft vor, die aber im Jahr 1972 keinen Zuspruch findet.

## Produktion
Liebe 2002 wurde von der Künstlerischen Arbeitsgruppe „futurum“ auf ORWO-Color gedreht und hatte am 29. Dezember 1972 im Rahmen der neuen Veranstaltungsreihe „Kosmos 73“ (auch Jugend-Treff 73) im Berliner Kino Kosmos Premiere. Gäste und Mitwirkende dieser Uraufführung waren Chris Wallasch und Susan Baker. Obwohl Liebe 2002 von Dokumentarfilmern gedreht wurde, ist es kein Dokumentarfilm im herkömmlichen Sinn, sondern nur angelehnt. Der Regisseur Joachim Hellwig nannte in einem Gespräch sein Werk den „Versuch eines Nichtspielfilms“ im Sinne Dsiga Wertows.